# Biathle

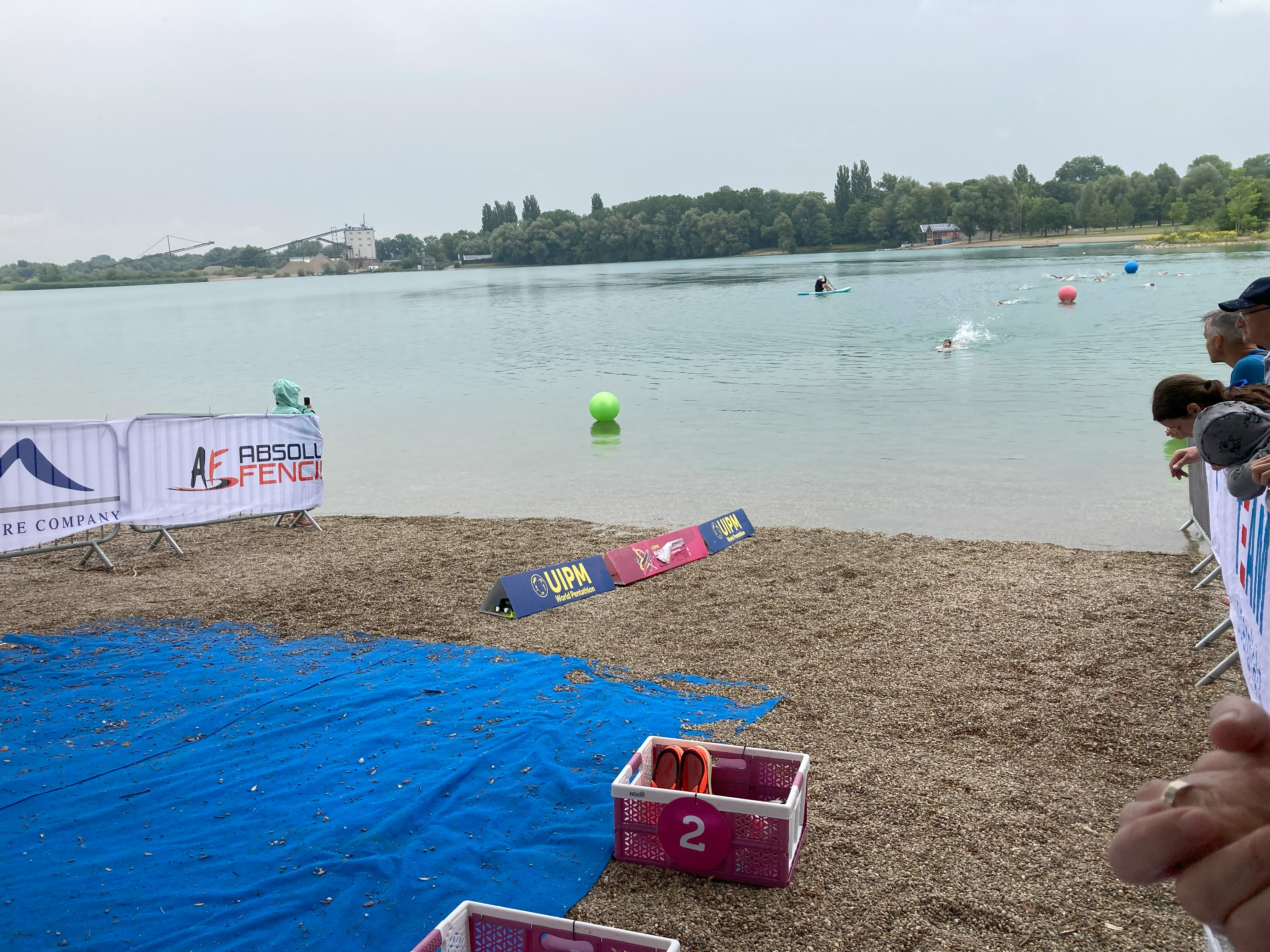
Wechselzone bei den Europameisterschaften im Biathle 2023

Biathle ist eine Kombinationssportart, in der in einem Wettbewerb die Disziplinen Laufen, Schwimmen und nochmals Laufen direkt nacheinander ausgetragen werden.
Biathle ist nicht mit Biathlon zu verwechseln, dem Kombinationssport aus Skilanglauf und Schießen.

## Organisation
Die Regeln werden von der Union Internationale de Pentathlon Moderne (UIPM), dem Weltverband für Modernen Fünfkampf, festgelegt.
Im Unterschied zum ausdauerorientierten Aquathlon (ebenfalls Laufen-Schwimmen-Laufen oder nur Schwimmen-Laufen), das wie Duathlon (Laufen-Radfahren-Laufen) von Triathlonverbänden ausgetragen wird, ist Biathle eine Mittelstrecken-Sportart.
Die niedrigste internationale Altersklasse beim Biathle ist „U 9“ (Kinder unter 9 Jahren); die höchste „Masters 70+“ (Menschen über 70 Jahren). Die leistungsstärkste Klasse ist die der „Senioren“ (22 bis 39 Jahre). Die Wertung erfolgt getrennt nach Geschlecht und Altersgruppe.
Die Länge der gesamten Laufdistanz beträgt je nach Altersgruppe von 400 (U9) bis 3200 m (Seniors); die Schwimmstrecke zwischen 50 (U9) bis 200 m (Seniors).

## Weltmeisterschaften im Biathle
Seit 1999 werden jährlich im September oder Oktober Weltmeisterschaften – Biathle World Championships – ausgetragen. Die Erstaustragung war in Monaco und zwischen 2003 und 2009 war die Austragung jedes zweite Jahr wiederum ebenda.
Der Brite Richard Stannard (auch Aquathlon-Weltmeister 2003, 2006 and 2011) konnte sich schon viermal den Weltmeistertitel sichern und die Italienerin Daniela Chmet fünfmal.
Ergebnisse Männer (Seniors):
| Datum/Jahr | Austragungsort   | Weltmeister Biathle     | Zweiter Platz        | Dritter Platz      |
| ---------- | ---------------- | ----------------------- | -------------------- | ------------------ |
| 2026       | Funchal          |                         |                      |                    |
| 2025       | Mossel Bay       |                         |                      |                    |
| 2024       | Port Said        | Ayan Beisenbayev -3-    | Temirlan Temirov     | Meirlan Iskakov    |
| 2023       | Bali             | Meirlan Iskakov         |                      |                    |
| 2022       | Machico          | Ayan Beisenbayev -2-    | Alexandre Dallenbach | Temirlan Temirov   |
| 2021       | Weiden           | Ayan Beisenbayev        | Meirlan Iskakov      | Panagiotis Bitados |
| 2019       | Saint Petersburg | Tiago Sousa             | Arman Kydyrtayev     | Gregan Clarkson    |
| 2018       | Hurghada         | Aggelos Vasileiou       | Tomáš Svoboda        | Temirlan Temirov   |
| 2017       | Viveiro          | Tomáš Svoboda-2-        | Alexandre Henrard    | Ricardo Rego       |
| 2016       | Sarasota         | Alexandre Henrard -2-   | Tomáš Svoboda        | Ricardo Rego       |
| 2015       | Batumi           | Alexandre Henrard       | Tomáš Svoboda        | Ricardo Rego       |
| 2014       | Escuintla        | Berndt Burger           | Ricardo Rego         | Tiago Sousa        |
| 2013       | Limassol         | Tomáš Svoboda           |                      |                    |
| 2012       | Dubai            | Richard Stannard -4-    | Juan Dominguez       | Tomas Svoboda      |
| 2011       | Sofia            | Jon Fletcher            |                      |                    |
| 2010       | Dubai            | Richard Stannard -3-    | Lukas Purkar         | Nicholas Tipper    |
| 2009       | Monte-Carlo      | Alberto Alessandroni    | Danilo Brustolon     | Ryan Peter         |
| 2008       | Kapstadt         | Gregan Clarkson -2-     |                      |                    |
| 2007       | Monte-Carlo      | Richard Stannard -2-    |                      |                    |
| 2006       | Salford          | Gregan Clarkson         |                      |                    |
| 2005       | Monte-Carlo      | Richard Stannard        |                      |                    |
| 2004       | Marktoberdorf    | Manuel Canuto           | Mark Tucker          | Jon Fletcher       |
| 2003       | Monte-Carlo      | Hendrik De Villiers -3- |                      |                    |
| 2002       | Cagliari         | Hendrik De Villiers -2- |                      |                    |
| 2001       | Bonn             | Hendrik De Villiers     |                      |                    |
| 2000       | Port Elizabeth   | Davyd Hyam              |                      |                    |
| 1999       | Monte-Carlo      | Chad Senior             |                      |                    |

Ergebnisse Frauen (Seniors):
| Datum/Jahr | Austragungsort   | Weltmeisterin Biathle  | Zweiter Platz           | Dritter Platz    |
| ---------- | ---------------- | ---------------------- | ----------------------- | ---------------- |
| 2026       | Funchal          |                        |                         |                  |
| 2025       | Mossel Bay       |                        |                         |                  |
| 2024       | Port Said        | Bianca Strydom         |                         |                  |
| 2023       | Bali             | Gintare Venckauskaite  |                         |                  |
| 2022       | Machico          | Lea Fernandez          | Aurelija Tamasauskaite  | Mariana Arceo    |
| 2021       | Weiden           | Anne-Kathrin Bucher    | Alessia Mancini         | Pinelopi Nika    |
| 2019       | Saint Petersburg | Samantha Achterberg    | Nadezhda Bekmaganbetova | Heidi Hendrick   |
| 2018       | Hurghada         | Lena Gottwald          | Lushano Smit            | Eliška Přibylová |
| 2017       | Viveiro          | Eliška Přibylová       | Nicola Roder            | Camilia Akroune  |
| 2016       | Erin Storie      | Lushano Smit           | Samantha Achterberg     |                  |
| 2015       | Batumi           | Aurelija Tamasauskaite |                         |                  |
| 2014       | Escuintla        | Carina Teresa Richards | Rachel Jones            |                  |
| 2013       | Limassol         | Nerissa Van der Walt   |                         |                  |
| 2012       | Dubai            | Petra Kurikova         | Rachel Jones            | Emma Davis       |
| 2011       | Sofia            | Nicola Roder           |                         |                  |
| 2010       | Dubai            | Rachel Jones -3-       |                         |                  |
| 2009       | Monte Carlo      | Daniela Chmet -5-      | Rachel Jones            |                  |
| 2008       | Kapstadt         | Andrea Steyn           | Rachel Jones            |                  |
| 2007       | Monte-Carlo      | Emma Davis             | Rachel Jones            |                  |
| 2006       | Salford          | Maria Barrett          |                         |                  |
| 2005       | Monte-Carlo      | Daniela Chmet -4-      |                         |                  |
| 2004       | Marktoberdorf    | Daniela Chmet -3-      |                         |                  |
| 2003       | Monte-Carlo      | Daniela Chmet -2-      | Rachel Jones            |                  |
| 2002       | Cagliari         | Daniela Chmet          | Rachel Jones            |                  |
| 2001       | Bonn             | Rachel Jones -2-       |                         |                  |
| 2000       | Port Elizabeth   | Rachel Jones           |                         |                  |
| 1999       | Monte-Carlo      | Csilla Füri            | Pernille Svarre         | Rachel Jones     |